# Українсько-грецька думка
Українсько-грецька думка — одне з найвпливовіших товариств української діаспори в Греції. Активно взаємодіє з Посольством України в Республіці Греція. Є членом Світового Конґресу Українців.

## Історія
Початок створення товариства було покладено у 1998 році, коли Галина Маслюк та Ліца Патеракі засновували перше в Греції товариство під романтичною назвою «Журавлиний край». Діяльність його тривало до 2003 року, коли після смерті голови Володимира Кабачія воно розділилося на три окремо діючі організації. Прагнучи захистити доброчесне ім'я українців у Греції, провід товариства вдався до його перереєстрації під новою назвою. Таким чином в Афінах з'явилася «Українсько-Грецька Думка», що вважає себе правонаступницею товариства «Журавлиний край». Втім довелося вступити у суперечки з іншою організацією «Український журавлиний край». Втім з 2012 (частковим занепадом «Українського журавлинного краю»), а особливо 2014 року (Євромайдан, Революція Гідності та російська агресія в Україні) «Українсько-грецька думка» перетворилася на провідну організацію українців в Греції.
У 2015 році «Українсько-грецька думка» увійшла до Координаційної ради Об'єднаної діаспори українців Греції.

## Організація
На чолі товариства стоїть голова, в своїй діяльності підпорядковується правлінню. Центром є столиця Афіни, існують філії в Патрах, Родосі і Пелопонесі. Натепер головою є Галина Маслюк.

## Діяльність
Зроблено чимало для розбудови української справи в Греції, інформування грецької громадськості про Україну, її правдиву історію, звичаї та традиції, збереження іміджу України та українців і, звичайно, виховання другого покоління та дітей від змішаних шлюбів, згідно віковічних традицій української родини — в пошані до батьків, до рідного краю, до рідної мови.
З 2003 року діє суботня українська школа, яка на сьогодні налічує 40 дітей віком від 4 до 19 років (діє група (дитячого садочка), яка постійно поповнюється. Вчителі готують дітей з українознавчих предметів: українська мова та література, географія України, історія України. Директором школи є Ганна Павлюк. При школі діє театральна група, що проводить вистави в Афінах та інших містах Греції.
2009 року вперше проведено атестацію дітей у школі, яку провела директор Міжнародної української школи Людмила Іванова. З 2010 року члени товариства домоглися викладання української мови в Афінському університеті.
З 2006 року товариство організовується Форум української діаспори у Греції. Зазвичай проводяться на острові Евбея, в різних містах, насамперед в Еритреї. На них обговорюються нагальні питання української діаспори, зокрема історія, освіта, ЗМІ. Проводяться за підтримки Посольства України та участі Європейського Конґресу Українців.
Важливу частку складає перекладацька діяльність. Так, видано двомовну збірку творів українського поета Т. Г. Шевченка.
У 2015 році засновано українську сторінку в газеті «Мір₰Омонія», де публікуються відомості про діяльність «Українсько-грецької думки».
«Українсько-Грецька Думка» з 2014 року виконує роль народного дипломата. Голова та члени товариства здійснили низку письмових звернень до президента, прем'єр-міністра, парламенту Греції, іноземних дипломатичних установ провідних країн світу, а також європарламентарів Греції, в яких наголошувалося на прагненнях українського народу до збереження єдиної суверенної України.
У 2016 році надало протекцію проекту Ukranorama, завданням якого є інформування грекомовного населення про події в Україні, ознайомлення з Україною, висвітлення подій з життя та діяльності української громади Греції, розповідь українцям про Грецію.